# Plakophilin-3
Plakophilin-3‏ (Plakophilin 3) هوَ بروتين يُشَفر بواسطة جين Plakophilin-3 في الإنسان.